# Coerde

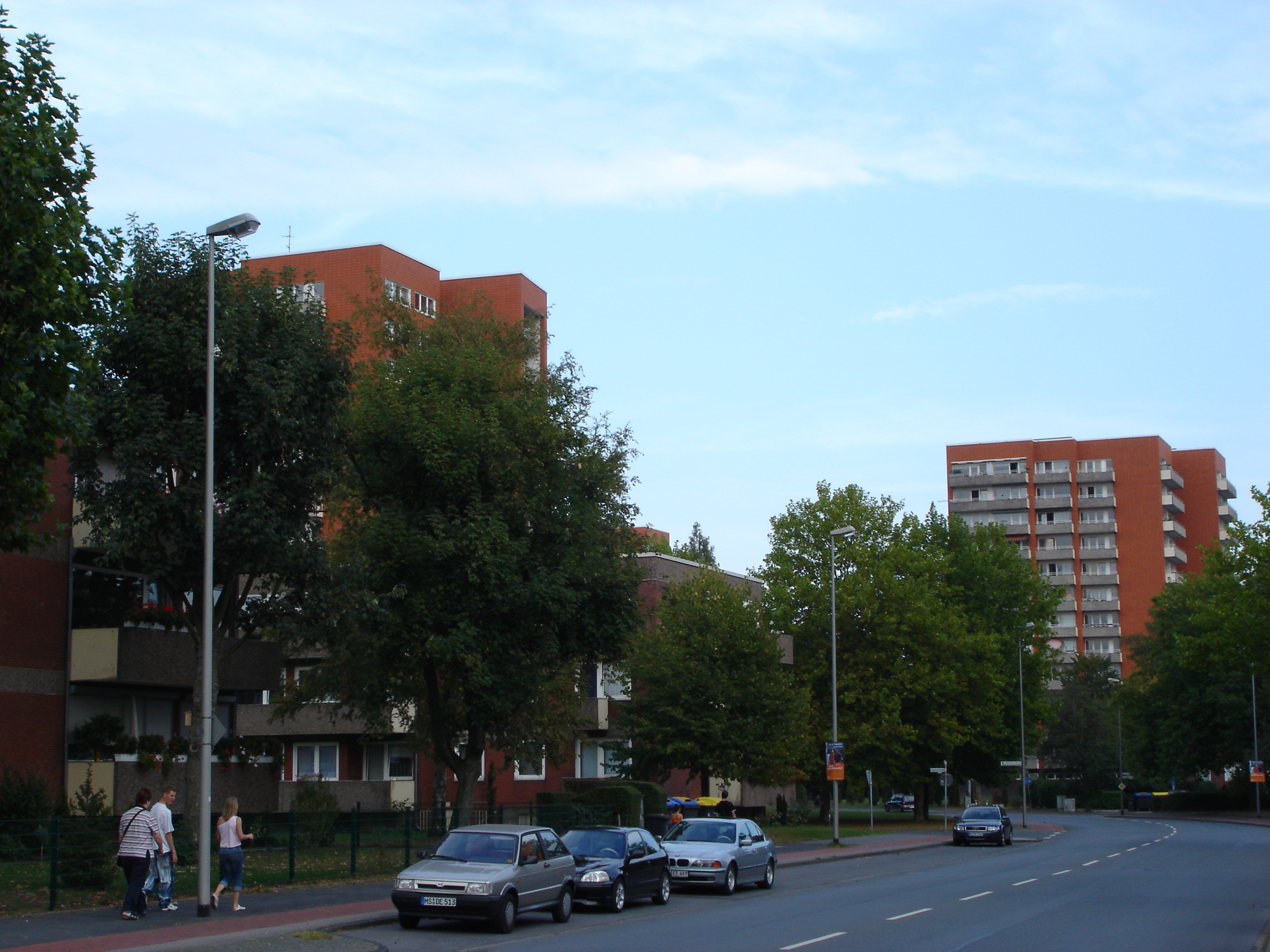
Blick auf die von Hochhäusern gesäumte Königsberger Straße.

Coerde ist ein Stadtteil (Wohnbereich) im Stadtbezirk Nord der Stadt Münster in Nordrhein-Westfalen.

## Geographische Lage
Der heutige Stadtteil „Coerde“ der Stadt Münster ist folgendermaßen umgrenzt: Südliche Grenze ist das Innenstadtgebiet der Stadt Münster zwischen dem Bahnhof Münster Zentrum-Nord und der Brücke des Schiffahrter Damms über den Dortmund-Ems-Kanal oberhalb der Schleuse im Stadtteil Rumphorst. Ab dieser Stelle ist der Kanal in Richtung Norden gleichzeitig die östliche Grenze. Im Norden wird Coerde durch die Zentraldeponie begrenzt, ferner durch die Straße Coermühle bis zur Münsterschen Aa. Im Westen verläuft die Grenze entlang der Münsterschen Aa, dem Kinderbach und der Eisenbahnlinie Münster – Gronau. Das Gewerbegebiet An der Kleimannbrücke östlich des Dortmund-Ems-Kanals wird als Teil von Coerde angesehen, ist jedoch dem Statistischen Bezirk 76 „Gelmer-Dykburg“ im Stadtbezirk Ost zugeordnet.
Hiervon unterschiedlich sind die Grenzen des 1956 in die Stadt Münster eingemeindeten Stadtteils Coerde. Dessen südliche Grenze verlief von der Bahnlinie Münster – Rheine aus knapp südlich des Hauses Rumphorst entlang der heutigen Straßen Telemannstraße und Hacklenburg bis zum Dortmund-Ems-Kanal. Die westlich Begrenzung bildete der Verlauf der Münsterschen Aa vor der Begradigung bis zur Höhe des Zuwegs zu Haus Nevinghoff im Süden, folgte diesem dann nach Osten, bog kurz nach Süden ab, um anschließend auf die Bahnlinie Münster – Rheine zuzulaufen.

### Gliederung
Coerde lässt sich grob in vier Teile aufgliedern:
- Westlich der Straße Coerheide befindet sich die unmittelbar nach dem Zweiten Weltkrieg entstandene Kleinsiedlung (Alt-)Coerde, außerdem Mehrfamilienhäuser in Zeilenbauweise aus den 1950er Jahren an den Straßen Eichhornweg, Marderweg und Nerzweg. Die meisten Häuser in diesem Bereich entstanden noch vor der Eingemeindung nach Münster und dem Siedlungsbau der 1960er Jahre.
- Der Stadtteil (Neu-)Coerde schließt sich östlich der Straße Coerheide an. Er wurde in den Jahren von 1962 bis 1970 gebaut und besteht aus einer Mischung von Einfamilienreihenhäusern, Mehrfamilienhäusern in Zeilenbauweise und einzelnen Hochhäusern. Im Mittelpunkt befindet sich das 1966 eröffnete Stadtteilzentrum „Coerdemarkt“ mit katholischer und evangelischer Pfarrkirche, Supermärkten, kleineren Geschäften, Rechtsanwalt, Sparkasse und Arztpraxen.
- Das Gewerbegebiet An der Kleimannbrücke östlich des Dortmund-Ems-Kanals mit Gewerbebetrieben, Dienstleistung, Einzelhandelsfilialisten sowie Freizeiteinrichtungen.
- Ein modernes Wohnviertel befindet sich im Südosten. Dieses besteht aus Neubauwohnungen sowie grundlegend umgebauten ehemaligen Kasernengebäuden. Coerdestiege, die Allensteiner Straße, sowie An der Meerwiese sind neue familienfreundliche Häuser. Westlich des Hohen Heckenweges wird zurzeit ein neues Wohngebiet gebaut.

## Geschichte
Coerde wurde erstmals im 11. Jahrhundert in einer Urkunde des Schlosses Cappenberg erwähnt. Damals hieß Coerde noch Curithi, als der Bischof Siegfried von Walbeck an dieser Stelle eine Kirche weihte. Diese erste Kirche war gestiftet von der Edlen Reginmod, der Frau des ermordeten Wichmann III. und ihrer Tochter Vrederuna. Sie stifteten zwischen 1020 und 1030 sieben Kirchen im Münsterland. Eine davon auch in Curithi (Coerde). Es handelte sich bei der Ersterwähnung um das heutige Haus Coerde, Haupthof der ehemaligen Bauerschaft Coerde, also der Höfe rechts der Münsterschen Aa zwischen der Bauerschaft Kemper im Süden, dem Wöstebach im Norden und den großen Heideflächen Coerheide und Gelmerheide im Osten.
Die Pfarrrechte der Kirche auf Haus Coerde blieben jedoch auf den Bereich dieses Hofes beschränkt, zur Ausbildung eines eigenen Kirchspiels, das die Bauerschaften Coerde, Uppenberg, Sandrup, Sprakel, Gittrup, Gelmer, Fuestrup, Dorbaum und Laxten umfassen sollte, kam es nicht. Bischof Hermann I. richtete 1040 die Stiftskirche Liebfrauen-Überwasser ein, Bischof Friedrich von Wettin 1070 die Stiftskirche St. Mauritz, welcher auch die Bauerschaft Coerde zugewiesen wurde. Erst 1908 wurde sie in die Pfarre Kinderhaus umgepfarrt, was bereits 1803 geplant war. Politisch gehörte Coerde noch bis 1956 zur Gemeinde Sankt Mauritz.
Als in den 1950er Jahren der Wohnraum in Münster knapp wurde, wurden neue Stadtteile geplant. Einer dieser Stadtteile sollte auf dem Gebiet der 1956 eingemeindeten Coerheide entstehen. Zwischen 1962 und 1970 entstand auf dem Reißbrett der neue Stadtteil Coerde. Es entstanden 2371 Wohnungen für rund 7500 Menschen vornehmlich in Hochhäusern. Gleichzeitig musste die gesamte Infrastruktur errichtet werden, wie zum Beispiel der 1966 eröffnete Coerdemarkt.
Das Gebiet der katholischen Pfarrgemeinde St. Norbert Coerde setzt sich aus Teilen der Pfarren Dykburg und Kinderhaus zusammen. 1964 erfolgte die kirchliche Verselbstständigung als Pfarrrektorat, 1965 die Pfarrerhebung. Der Bau der St.-Norbert-Kirche wurde im Jahr 1966 geweiht. 2008 wurde die St.-Norbert-Gemeinde mit der St.-Thomas-Morus-Gemeinde zu der neu gegründeten St.-Franziskus-Gemeinde zusammengelegt. Die beiden katholischen Pfarrkirchen bleiben erhalten. Die evangelische Andreas-Kirchengemeinde erhielt Ende der 1960er Jahre zunächst einen Kindergarten mit Kirchenbaracke. Zwischen 1974 und 1982 folgte der Neubau des Gemeindezentrums mit Kirche nach Plänen des Architekten Lothar Kallmeyer. 1986 wurde ein Glockenturm ergänzt, zudem erhielt die Kirche stufenweise Fenstergestaltungen des Künstlers Johannes Schreiter.

## Statistik
Strukturdaten der Bevölkerung in Coerde am 31. Dezember 2020:
- Bevölkerungsanteil der unter 20-Jährigen: 26,7 % (Münsteraner Durchschnitt: 17,4 %)[4]
- Bevölkerungsanteil der mindestens 60-Jährigen: 22,5 % (Münsteraner Durchschnitt 23,5 %)[5]
- Ausländeranteil: 27,7 % (Münsteraner Durchschnitt: 10,9 %)[6]

## Verkehr
Über den Schiffahrter Damm besteht eine gute Verkehrsanbindung an die Autobahn A1, Rheine und Münsters Innenstadt. Diese ist ebenfalls über den Hoher Heckenweg innerhalb von 5 bis 10 Minuten zu erreichen. Nicht weit entfernt, auf der Grenze zwischen den Stadtbezirken Münster-Innenstadt und Münster-Nord, ist auch der Bahnhof Münster Zentrum-Nord. Mit Regionalbahnen bestehen hier Verbindungen nach Gronau, Rheine, Dortmund, Coesfeld sowie zum Hauptbahnhof in Münster und ins niederländische Enschede.
Die Stadtbuslinien 6 und 8 verbinden Coerde mit der Innenstadt Münsters. Die Regionalbusse R51 (Münster Hbf – Coerde – Greven – Flughafen-Münster-Osnabrück) und S50 (Münster Hbf – Coerde – Flughafen Münster/Osnabrück – Ibbenbüren) verbinden Coerde mit den nördlichen Umlandgemeinden und den Flughafen Münster/Osnabrück.

## Freizeit
In den letzten Jahren sind viele kinderfreundliche Spielplätze entstanden. Ein schöner ist der Waldspielplatz am Nerzweg oder ein großer an der Meerwiese.
Die St.-Franziskus-Gemeinde stellt mit der OMI-Runde und dem DPSG-Pfadfinderstamm St. Franziskus einen Punkt für Jugendarbeit in Coerde dar. Die OMI-Runde besteht aus 20 Obermessdienern und etwa 60 kleinen Kindern im Alter zwischen 8 und 16 Jahren, die sogenannten Koten. Ein Mal im Jahr findet das Pfingstlager statt, das reichlich besucht wird und eine entsprechende Anerkennung in Coerde und dem Rest Münsters besitzt. Im Pfadfinderstamm erleben ca. 50 Kinder und Jugendliche gemeinsam Abenteuer.
Daneben gibt es das Haus der Offenen Tür (Hot-Jugendcenter) der ev. Andreas Gemeinde an der Breslauer Straße und den DRK Jugendtreff. SV Teutonia Coerde ist der Sportverein in Coerde. Mit drei Plätzen ist er gut ausgestattet.